# Turniej o Łańcuch Herbowy Miasta Ostrowa Wielkopolskiego 1950
Turniej o Łańcuch Herbowy Miasta Ostrowa Wielkopolskiego 1950 – turniej żużlowy, rozegrany po raz pierwszy w Ostrowie Wielkopolskim, w którym zwyciężył Polak Alfred Smoczyk.

## Wyniki
- Ostrów Wielkopolski, 17 września 1950
- Frekwencja:
- NCD:
- Sędzia:

| Msc. | Zawodnik                  | Państwo              | Pkt |           |  |
| ---- | ------------------------- | -------------------- | --- | --------- |  |
| 1    | (1) Alfred Smoczyk        | CWKS Warszawa        | 16  | (4,4,4,4) |  |
| 2    | (3) Władysław Orwat       | Związkowiec Warszawa | 14  | (2,4,4,4) |  |
| 3    | (12) Piotr Poprawa        | Ostrów Wlkp.         | 14  | (4,3,4,3) |  |
| 4    | (11) Ludwik Rataj         | Ostrów Wlkp.         | 13  | (4,3,2,3) |  |
| 5    | (2) Eugeniusz Zenderowski | Związkowiec Warszawa | 11  | (d,3,4,4) |  |
| 6    | (5) Janusz Suchecki       | Ogniwo Warszawa      | 11  | (4,2,3,2) |  |
| 7    | (4) Władysław Wójtowicz   | Związkowiec Warszawa | 9   | (1,3,3,2) |  |
| 8    | (7) Franciszek Cieślawski | Rawicz               | 9   | (2,2,3,2) |  |
| 9    | (6) Jan Siekalski         | Rawicz               | 7   | (3,2,2,d) |  |
| 10   | (9) Jerzy Brendler        | Bytom                | 7   | (2,2,1,2) |  |
| 11   | (13) Roman Wielgosz       | Ostrów Wlkp.         | 6   | (3,3,d,d) |  |
| 12   | (10) Ernest Czogała       | Bytom                | 6   | (1,3,1,1) |  |
| 13   | (8) Marian Skotarek       | Rawicz               | 1   | (1,d,d,d) |  |